# Виктория Гедвига Каролина Ангальт-Бернбург-Шаумбург-Хоймская
Виктория Гедвига Каролина Ангальт-Бернбург-Шаумбург-Хоймская (нем. Viktoria Hedwig Karoline von Anhalt-Bernburg-Schaumburg-Hoym; 9 января 1749, Маасгув — 26 июня 1841, Эгер) — немецкая принцесса из династии Асканиев, баронесса фон Беренталь, в замужестве маркиза де Фавра.

## Биография
Каролина — единственная дочь князя Карла Людвига Ангальт-Бернбург-Шаумбург-Хоймского и его супруги Беньямины Гертруды Кайзер (1729—1787). Отец ушёл из семьи ещё в год заключения брака, после рождения Каролины. В 1757 году брак был объявлен недействительным гаагским судом. Мать Каролины отправилась в Париж, где была принята в доме Шарля де Роган-Субиза.
26 января 1778 года в Мангейме Каролина вышла замуж за Тома де Маи, маркиза де Фавра, офицера из гвардии графа Прованского. После заключения брака супруг отправился в Вену восстановить права супруги как принцессы Ангальтской. Надворный совет отказал ему по этим требованиям 11 мая 1778 года. 14 сентября 1780 года Надворный совет отказал Каролине в титуле графини Ангальтской, впоследствии она именовала себя баронессой фон Беренталь.
Вечером 24 декабря 1789 года Каролину арестовали вместе с мужем по приказу следственного комитета Парижа, а спустя два дня обвинили в контрреволюционной деятельности и преступлениях против народа. Супруги оказались в тюрьме. Фавра был приговорён к смертной казни и был казнён 19 февраля 1790 года в Париже. В своём завещании он просил защиты и поддержки своей супруге и двум детям. Каролину выпустили на свободу ещё до казни мужа, она выехала из Франции и впоследствии получала от французского двора ежегодную компенсацию как «вдова Фавра».
В браке у Каролины родилось двое детей. Сын Шарль де Маи служил в австрийской и русской армиях и пропал без вести в 1830 году. Дочь Каролина (1787—1865) вышла замуж в 1805 году за барона Рудольфа Рюдигера фон Штильфрид и Раттониц (1764—1833).